# Terremoto de Sagaing de 2025
El terremoto de Sagaing de 2025 ocurrió a las 12:50:52 MMT (06:20:52 UTC) del viernes 28 de marzo en la región de Sagaing (Myanmar), con epicentro cerca de Mandalay, la segunda mayor ciudad del país. El sismo tuvo una magnitud de 7,7 Mw; el choque de falla de rumbo alcanzó una intensidad máxima de Mercalli modificada de X (Extremo). Fue el terremoto más potente que afectó a Myanmar desde el terremoto de 1912, de 7,9, y el segundo más mortífero en la historia moderna de Myanmar, superado solo por las estimaciones superiores del terremoto de 1930.
El terremoto causó daños importantes en Myanmar y Tailandia. Se han reportado 5352 muertos en Myanmar, 103 en Tailandia y 1 en Vietnam por shock. Se reportaron 11400 heridos y cientos de personas han sido reportadas como desaparecidas, incluyendo aquellas que se encontraban en una obra derrumbada en la región de Bangkok, que, debido a su composición geológica, es más vulnerable a las ondas sísmicas lejanas y a la falta de concienciación, lo que aumenta la susceptibilidad de la ciudad a los impactos sísmicos.
El 28 de marzo, las autoridades declararon el estado de emergencia y prevén que el número de muertos aumente. La guerra civil en curso en Myanmar ha agravado la dificultad de la ayuda tras el desastre. Es el terremoto más mortífero a nivel mundial desde los  terremotos de Turquía y Siria de 2023.

## Contexto tectónico

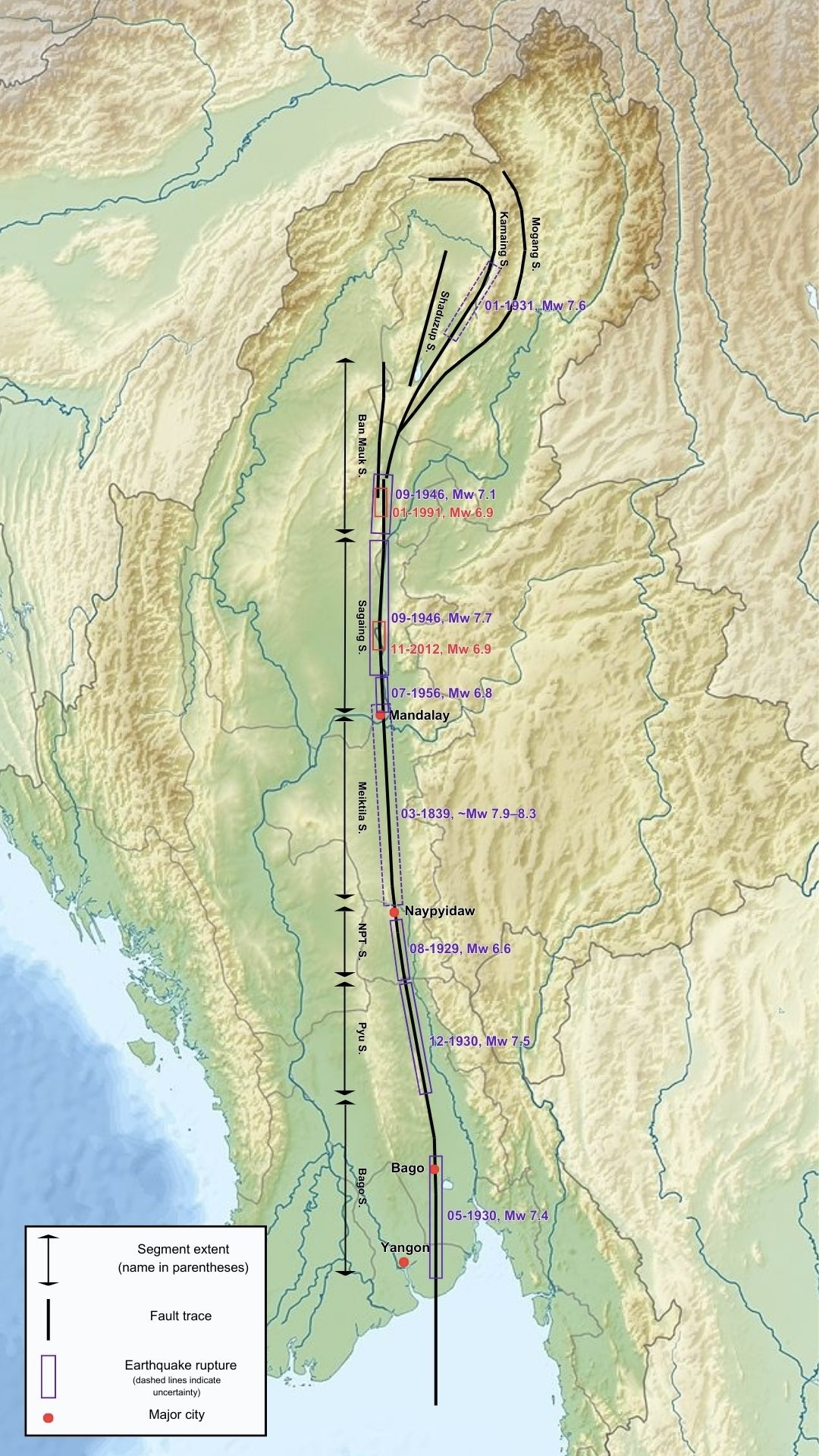
La Falla de Sagaing se puede dividir en segmentos.

Myanmar se encuentra entre cuatro placas tectónicas (Índica, Euroasiática, de la Sonda y Birmania) que interactúan debido a procesos geológicos activos. A lo largo de la costa oeste de las islas Cocos, frente a la costa de Rakáin y hacia Bangladés, se encuentra un límite convergente muy oblicuo conocido como la megaembocadura de la Sonda. Esta gran falla marca el límite entre las placas Índica y Birmana. La megaembocadura emerge del lecho marino en Bangladés, donde discurre paralelo y al este de los montes Chin. Este límite continúa hacia el norte de Myanmar, donde termina en el Himalaya oriental.
Una falla transformante de 1.400 km (870 mi) atraviesa Myanmar y conecta el centro de expansión de Andamán con una zona de colisión en el norte. Denominada falla de Sagaing, constituye un límite entre las placas de Birmania y la de la Sonda, ya que se deslizan una sobre la otra a un ritmo de 18 a 49 mm (0,71 a 1,93 pulgadas) al año. Es la fuente de terremotos más grande y activa de Myanmar, y atraviesa o se encuentra cerca de importantes ciudades como Yangón, Naipyidó y Mandalay. Se produjeron terremotos de gran magnitud y gran impacto a lo largo de la falla en 1931 (Ms 7,5), 1946 (Mw 7,3 y 7,7), 1956 (Ms 7,0), 1991 (Mw 6,9) y 2012 (Mw 6,9). La magnitud de los terremotos en la falla de Sagaing varía a lo largo de la zona, desde Mw 7,0 hasta 8,0. El intervalo de recurrencia también varía según la ubicación a lo largo de la falla; sus segmentos meridionales, que se rompieron en 1930, tienen períodos de retorno de 100 a 150 años, según estudios paleosismológicos.
Los terremotos destructivos han afectado la zona durante siglos, pero la investigación académica ha sido limitada. La mayoría de los terremotos en Myanmar, incluidos los grandes terremotos de ruptura superficial, no se comprenden bien. Un gran terremoto de magnitud 8,5 a 8,8 en 1762 rompió una sección del megaembocadura de Sonda frente a la costa de Rakáin. Este terremoto pudo haber sido causado por la subducción de la placa india bajo la placa de Birmania a lo largo de la megaembocadura. Los restos de la placa india subducida bajo el centro de Myanmar también causan terremotos intraplaca. El terremoto de Bagan de 1975 fue causado por una falla inversa dentro de la placa india a una profundidad intermedia de 120 km (75 mi).
Este terremoto también afectó a Tailandia, concentrándose el desastre principalmente en la región de Bangkok. En 2014, el Dr. Pennung Warnitchai, del Instituto Asiático de Tecnología (AIT), comenzó a estudiar la gravedad del problema en Bangkok. Las investigaciones indican que, si se produjera un terremoto potente en la zona, muchos edificios sufrirían daños significativos y las estructuras con cimientos más débiles podrían colapsar debido a la estructura del suelo.

## Terremoto
El terremoto ocurrió a las 12:50 MMT con epicentro cerca de Mandalay, en la región fronteriza entre Sagaing y Mandalay. Según el Servicio Geológico de Estados Unidos, su magnitud fue de 7,7 en la escala de momento, mientras que el Departamento Meteorológico de Tailandia la calculó en 8,2. Es el mayor terremoto con epicentro en Myanmar desde el terremoto de Maymyo de 1912 (Mw 7,9). La solución del mecanismo focal indicó que se produjo debido a una falla de rumbo a una profundidad de 10 km (6,2 mi). El tipo de falla es consistente con una ruptura en la falla de Sagaing. Según un modelo de falla finita publicado por el USGS, la ruptura del terremoto se extendió unos 200 km por 35 km desde el municipio de Khin-U en Sagaing hasta el municipio de Letpadan en la región de Bago, con un deslizamiento máximo de 5 088 m registrado al noroeste de Tada-U, al sur del hipocentro. El terremoto fue seguido por al menos 12 réplicas, la mayor de Mw 6.7 con una intensidad de IX (Violento) y ocurrió 12 minutos después del sismo principal.

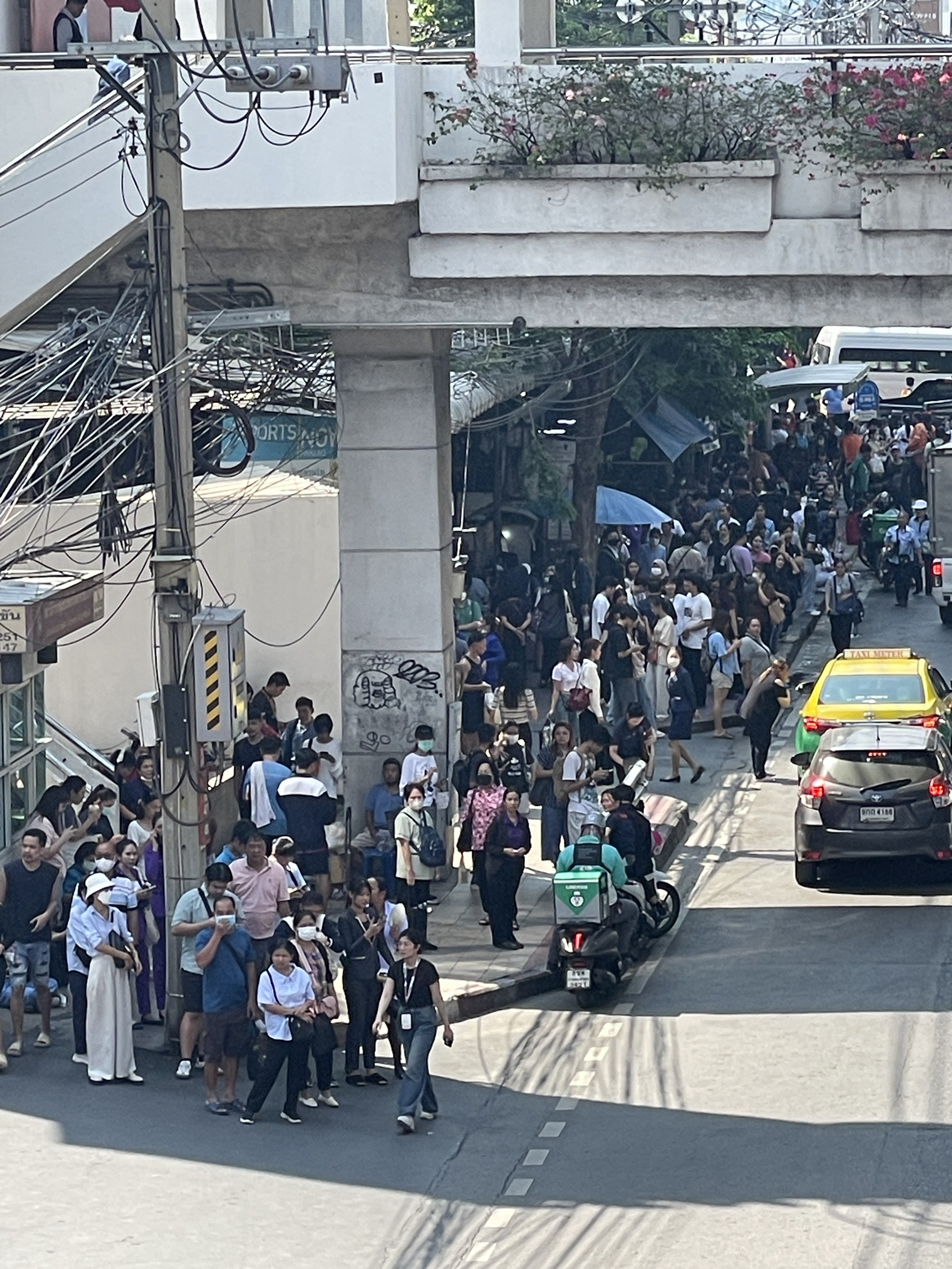
Una multitud de personas evacuadas de un centro comercial en Bangkok durante el terremoto.

Varios terremotos de menor magnitud azotaron el país durante marzo, previo a este terremoto. Solo en la primera semana de marzo, ocho terremotos afectaron Yangón, la región de Ayeyarwaddy y el estado de Shan, lo que generó preocupación pública.
El 31 de marzo, un temblor de Mw 4,5 provocó el derrumbe de más edificios en Mandalay. El 5 de abril, los cortes de electricidad seguían afectando a la mayoría de los residentes de Yagon, Mandalay y Naipyidó. El 13 de abril, un temblor de Mw 5,5 provocó el derrumbe de una presa en el municipio de Tatkon, así como un edificio de apartamentos en Mandalay.

### Intensidad

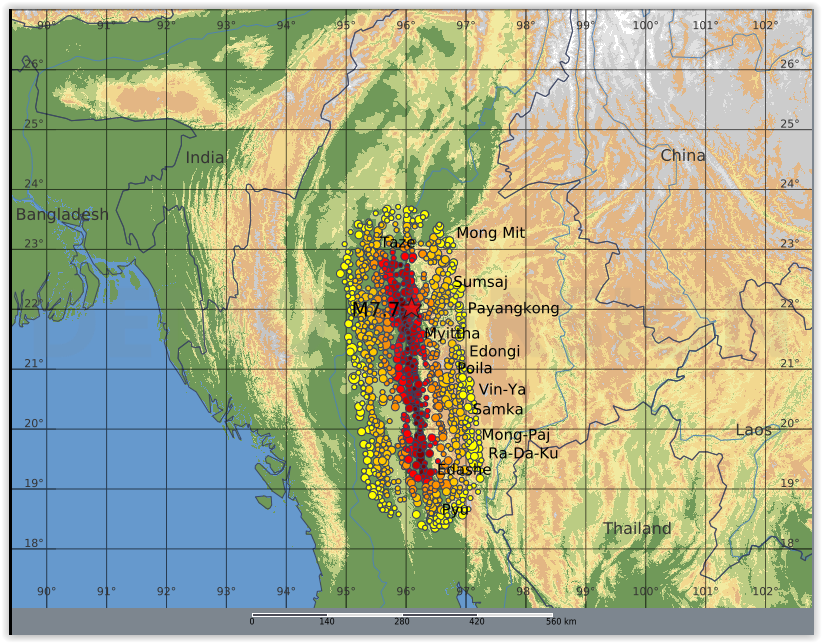
Mapa que muestra del grado estimado de daño (de negro a amarillo) en los asentamientos marcados como puntos.

Una instalación sísmica del USGS en Naipyidó registró 0,6231 g de aceleración del suelo (pga) y 161,42 cm/s  de velocidad del suelo; los datos de la estación correspondieron a una intensidad de Mercalli modificada de X (extrema). Según una simulación del USGS, 12 000 personas en las áreas de Mandalay y Sagaing estuvieron expuestas a MMI X. Las áreas de Bago y Naipyidó cercanas al área de ruptura registraron temblores que excedieron el MMI IX (violento), al que estuvieron expuestas aproximadamente 4,73 millones de personas. El MMI también alcanzó VIII (grave) en los estados de Shan y Kayin, VII (muy fuerte) en Kayah, Magway y Rangún, y VI (fuerte) en las divisiones administrativas de Rakáin, Kachin, Mon y Ayeyarwady. Se registró una intensidad de temblor moderada (IMM V) en Bangkok y Chiang Mai (Tailandia), la prefectura autónoma de Jingpo en Dehong (China) e Imfal (India). En total, se estimó que 32,95 millones de personas, más del 60 % de la población de Myanmar, estuvieron expuestas a niveles de temblor superiores a la IMM VI en 13 de las 15 divisiones administrativas. En Tailandia, se sintieron temblores en 63 de las 77 provincias del país.
La Administración de Terremotos de China estimó una intensidad máxima de X en la escala de intensidad sísmica de China a lo largo de la ruptura de 400 km (250 mi), o un área de aproximadamente 11.596 km² (4.477 mi²). La intensidad IX rodeó la zona de máxima intensidad, abarcando un área de 30.364 km² (11.724 mi²). Esta zona estaba rodeada por un área de 64.003 km² (24.712 mi²) que experimentó una intensidad VIII. Las intensidades VII y VI formaron las bandas isosísmicas interna y externa, según la evaluación de la agencia, con áreas de 16.254 km² (6.276 mi²) y 149.829 km² (57.849 mi²), respectivamente.

## Daños
| País      | Fallecidos | Lesiones | Desaparecidos |
| --------- | ---------- | -------- | ------------- |
| Birmania  | 5,352      | 11,366   | 538           |
| Tailandia | 103        | 34       | 47            |
| China     | 0          | 2        | 0             |
| Vietnam   | 1          | 0        | 0             |
| Total     | 5,456      | 11,402   | 585           |

### En Tailandia

Una imagen de la cámara del tablero del edificio de la Oficina Estatal de Auditoría en Bangkok mientras se derrumba.

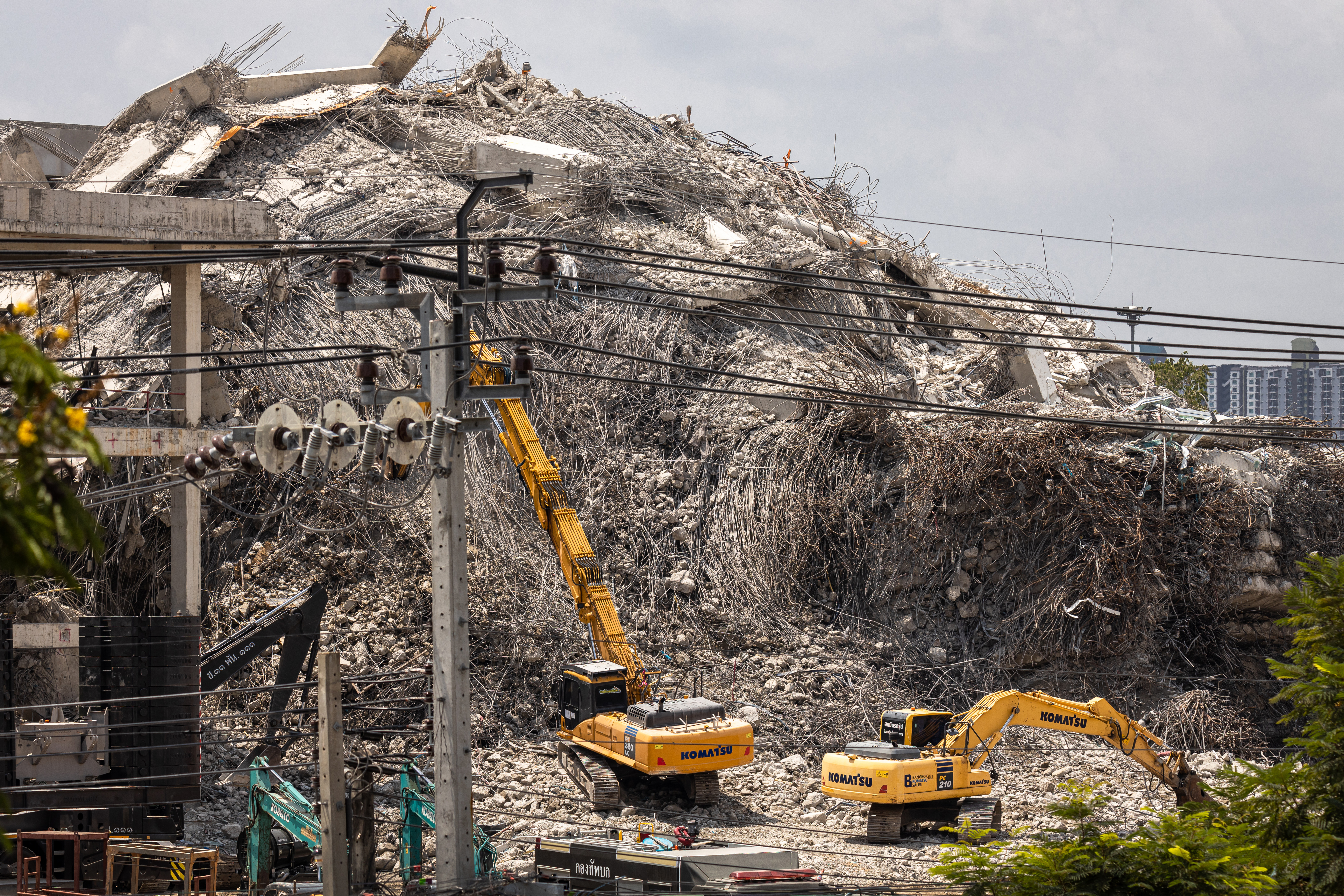
Escombros del edificio de Oficina Estatal de Auditoría de Tailandia en construcción que colapso en medio del terremoto.

En Tailandia, el terremoto causó 103 muertos. Noventa y seis personas incluidas siete no recuperadas, murieron al derrumbarse un rascacielos en construcción. Se reportaron siete muertes adicionales en otras zonas de la ciudad. Al menos 33 personas resultaron heridas en los alrededores de Bangkok y una persona resultó herida en la provincia de Nonthaburi. El terremoto se sintió en 63 de las 77 provincias de Tailandia y se reportaron daños en 18 provincias, principalmente en el norte y los alrededores de Bangkok.
En Bangkok, al menos treinta personas murieron, casi una docena resultaron heridas y más de 80 desaparecieron después de que se derrumbara una oficina gubernamental de 30 pisos que estaba en construcción en el distrito de Chatuchak. El vice primer ministro Phumtham Wechayachai describió el temblor como sin precedentes en Bangkok en los últimos 100 años, y el suelo fangoso de la ciudad fue una causa adicional de preocupación. En otro sitio de construcción, un puente elevado que unía dos torres de condominios de lujo se derrumbó mientras cientos de trabajadores estaban en los edificios. Otro trabajador de la construcción murió después de que una grúa de construcción cayera en un sitio de condominios en Bang Pho. Otra grúa cayó en la autopista Din Daeng, lo que provocó cierres de carreteras. Las autoridades de Bangkok dijeron que 169 edificios en toda la ciudad, la mayoría de los cuales estaban en construcción, sufrieron grietas. También se informó de un incendio, que fue causado por una estufa dejada encendida por residentes que huían. La autopista Chaloem Maha Nakhon y las cabinas de peaje de Din Daeng también fueron cerradas. En el distrito de Mueang Nonthaburi, provincia de Nonthaburi, una persona murió por el shock ocasionado por el terremoto.
En Chiang Mai, varios edificios de condominios y el Hospital Maharaj Nakorn Chiang Mai sufrieron grietas. En Lampang, el Hospital de Lampang sufrió grietas en las paredes y derrumbes en los techos. En Mae Hong Sol, un pabellón en un sitio turístico se derrumbó y cayeron árboles. En todo Tailandia, se informaron daños en 420 casas, 48 templos, 76 hospitales, 8 edificios, 23 escuelas y 18 edificios gubernamentales en Chiang Mai, Chiang Rai, Phayao, Lamphun, Lampang, Mae Hong Son, Phrae, Nan, Phetchabun, Phitsanulok, Sukhothai, Ang Thong, Phra Nakhon, Provincias de Ayutthaya, Pathum Thani, Nonthaburi, Samut Prakan, Samut Sakhon y Chai Nat. Se registraron daños a sitios religiosos y culturales en las provincias de Lampang, Nan y Chiang Mai. Veinte vigas de hormigón de 11 toneladas que se estaban instalando para una sección elevada de la nueva vía férrea Den Chai–Chiang Rai–Chiang Khong también se derrumbaron y aplastaron seis vehículos en la provincia de Chiang Rai, sin causar heridos.

### En Myanmar

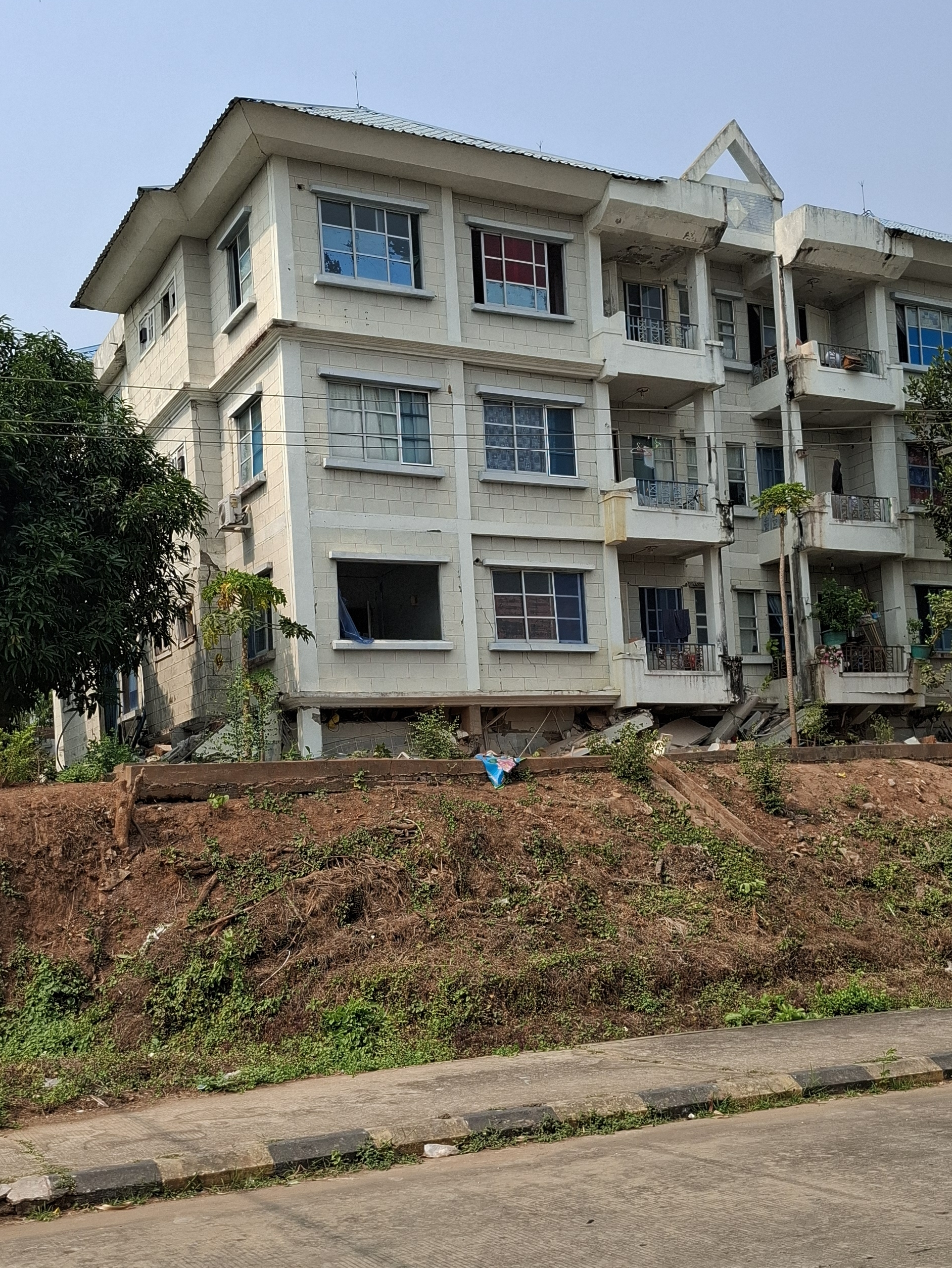
Un edificio destruido en Naipyidó.

En Myanmar, el número de víctimas varía según distintas fuentes. Mizzima News informó de 5352 muertos, 7108 heridos y 538 desaparecidos. Según datos recopilados por la Voz Democrática de Birmania, más de 4340 personas murieron, 210 estaban desaparecidas y 11366 más resultaron heridas. El Consejo de Administración Estatal de la junta dijo que más de 3640 personas murieron, 210 estaban desaparecidas y 5017 más resultaron heridas. Se produjeron muertes en las zonas administrativas de Mandalay, Naypyidaw, Sagaing, Shan, Bago y Kayin. El Alto Comisionado de las Naciones Unidas para los Refugiados estimo que más de 17 millones de birmanos se vieron afectados en 57 de los 330 de los municipios de Myanmar.
Parte de la infraestructura telefónica y de internet se vio interrumpida en todo el país. Más de 120.000 viviendas resultaron dañadas en todo el país, de las cuales 15.114 se derrumbaron. Más de 1000 edificios gubernamentales también fueron destruidos y 50 centros de salud resultaron dañados. La Organización Religiosa Islámica de toda Myanmar estimó que al menos 250 personas murieron cuando más de 50 mezquitas se derrumbaron durante el tiempo de oración del viernes. Tan recientemente como el 2 de Abril, hubo informe de edificios inestables que se derrumbaron y causaron víctimas, incluidos dos hoteles en Mandalay. La Red Musulmana de la Revolución de Primavera de Myanmar estimó que 700 fieles musulmanes murieron en Mandalay y Sagaing en al menos 60 mezquitas dañadas. La junta estimó en 500 el número de musulmanes muertos. La junta también dijo que 5223 edificios, 1824 escuelas, 2752 viviendas monasteriales budistas, 4817 pagodas y templos, 167 hospitales y clínicas, 169 puentes, 198 presas y 184 secciones de la principal carretera del país habían sido dañados. La Organización Mundial de la Salud estimó que cuatro hospitales y un centro de salud habían sido destruidos, mientras que 32 hospitales y 18 centros de salud habían sido dañados.
En la región de Mandalay, más de 3320 personas murieron y 2642 resultaron heridas en los municipios de Tada-U, Mattara, Meiktila, Pyawbwe, Yamethin, Thazi, Wundwin, Kyaukse, Singu y Sintgaing. Un ministerio del Gobierno de Unidad Nacional estimó que 17.637 viviendas resultaron dañadas en toda la región. Al menos 1736 personas murieron en el Distrito de Mandalay, dónde se cree que la mitad de todos los edificios resultaron gravemente dañados o destruidos.  En el Aeropuerto Internacional de Mandalay, los techos se derrumbaron y se produjeron algunos daños en el sótano. Los edificios del campus de la Universidad de Mandalay se derrubaron o se incendiaron con muchas personas atrapadas en su interior. El puente Dokhtawaddy que cruza el Río Myitnge en la Autopista Yangon-Mandalay cerca de Inwa también se derrumbó y las torres de soporte se cayeron. Se informó que algunos vehículos estaban en el puente en el momento del terremoto y cayeron al río, aunque no se confirmaron víctimas.
Las 40 mezquitas de Mandalay resultaron dañadas, 10 de las cuales se derrumbaron, causando más de 400 muertes.  Algunas mezquitas afectadas tenían más de un siglo de antigüedad y no se había permitido su reparación desde 1962.  Varios monjes murieron o resultaron heridos cuando se derrumbó un monasterio en la ciudad. Más de 600 monjes quedaron atrapados debajo del derrumbado templo U Hla Thein mientras tomaban exámenes, 80 de los cuales murieron. Amarapura también registró 250 muertes, incluida 150 por el derrumbe de una mezquita. El edificio de condominios Sky Villa de 12 pisos en el municipio de Aungmyethazan se derrumbó progresivamente, matando a 60 personas, aunque lo rescatistas chinos dijeron que 200 personas estaban atrapadas. Las carreteras de Mandalay quedaron completamente a oscuras por la noche, y los residentes no pudieron acceder a servicios públicos como electricidad y agua corriente. Según informes, algunas personas buscaron refugio del calor de casi 40 °C a la sombra de los árboles en lugar de quedarse en casa por temor a réplicas. En el derrumbe del Monasterio de Masoyein, al menos 30 monjes murieron 50 resultaron heridos. En la Prisión Central de Mandalay, 12 civiles y militares murieron en derrumbes de edificios. 
Parte del palacio de Malanday quedó destruido debido al colapso de ciertas estructuras como parte de las barandillas o el techo.
En el municipio de Maha Aungmye, una tienda de té de dos pisos se derrumbó, atrapando a unas 70 personas. Además, una tienda de accesorios para automóviles de tres pisos también se derrumbó en el municipio de Pyigyidagun, atrapando a más de 10 empleados, y en el mismo municipio, un edificio en construcción fue arrasado, matando a ocho y atrapando a muchos otros. Un incendio masivo en el vecindario de Sein Pan del municipio de Maha Aungmye casi redujo todo el lugar a los cimientos. Evaluaciones posteriores revelaron que más de 800 casas fueron quemadas y 3000 residentes se vieron afectados. Más de 400 personas murieron y 1000 más resultaron heridas en el municipio de Pyawbwe, donde la mayoría de los edificios fueron destruidos.  En el municipio, un edificio de cinco pisos del Banco Kanbawza se derrumbó, matando a las 40 personas en su interior. El monasterio Maha Aungmye Bonzan también fue destruido. El Palacio de Mandalay y la Pagoda Mahamuni también sufrieron daños estructurales significativos. También se informó del colapso de una presa en Mandalay, causando inundaciones mientras que secciones de la carretera Mandalay-Yangon resultaron dañadas. En Yamethin, se reportaron 216 muertes y muchas personas desaparecidas. Más de una docena de niños murieron cuando una escuela de 100 años de antigüedad se derrumbó en el municipio.
En Meiktila, casas y edificios religiosos sufrieron colapso estructural. Se registraron al menos 44 muertes y 166 heridos en la ciudad. Los equipos de búsqueda y rescate informaron 100 muertes en la aldea de Bone Oe. En el municipio de Wundwin, se reportaron 65 muertes y al menos 30 murieron en el municipio de Singu cuando se derrumbó una mina. Casas y pagodas también fueron arrasadas en el municipio de Madaya. Al menos 129 personas murieron en el municipio de Kyaukse, incluidos 40 estudiantes y nueve maestros que murieron en la ciudad de Kyaukse después de que se derrumbara una escuela. Al menos 209 también murieron en el municipio de Tada-U, mientras que se registraron 50 muertes en tres aldeas del municipio de Patheingyi.
En la ciudad de Sagaing, Región de Sagaing, se reportaron aproximadamente 1000 muertes y el 90% de las estructuras fueron destruidas. Se estima que entre 40 y 50 files musulmanes de la ciudad murieron en tres mezquitas derrumbadas. Gran parte del Puente Ava y la estación de bomberos de la ciudad también se derrumbaron, lo que dificultó los esfuerzos de socorro y dejó atrapados a muchos.  De las cinco mezquitas de Sagaing, cuatro se derrumbaron debido al terremoto. Se teme que la mezquita de Min Street se derrumbó con más de 100 personas en su interior. Varias escuelas monásticas y un convento de monjas de la ciudad también resultaron dañados, probablemente matando a cientos de personas y atrapando a más de 900 monjes en cuatro escuelas. Los templos históricos en el municipio de Chaung-U, en poder de la resistencia, al suroeste de la región de Sagaing, fueron dañados por el terremoto. En Mingun, 20 personas murieron cuando se derrumbó un búnker militar y la cercana pagoda Hsinbyume también quedó destruida en gran parte. También se reportaron muchas muertes en los municipios de Shwebo, Wetlet, Yinmabin, Kani y Pale; Shwebo registró cuatro muertes.

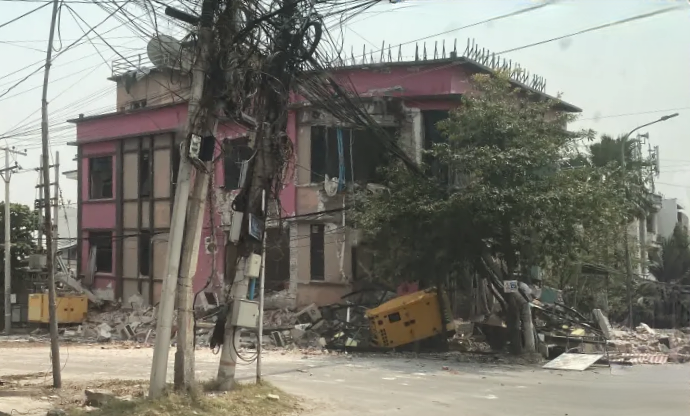
Una vivienda dañada por el terremoto en Mandalay.

En todo el Territorio de la Unión de Naipyidó, más de 610 personas murieron y 840 resultaron heridas, aunque se cree que miles habrían muerto. En el municipio de Zabuthiri, se reportaron 204 muertes; varias de las personas asesinadas eran funcionarios públicos que murieron cuando sus apartamentos se derrumbaron en varios complejos. En muchos de estos complejos de viviendas, la planta baja se derrumbó, matando a sus habitantes. Las oficinas de los ministerios de rescate, información, asuntos internos, trabajo, asuntos exteriores, defensa y agricultura e irrigación también resultaron gravemente dañadas y se encontraron 20 cuerpos entre las ruinas. Numerosos edificios militares se derrumbaron, matando a 100 soldados. En Pyinmana, se reportaron 245 muertes en toda la ciudad. Se descubrieron 86 cuerpos debajo de los escombros de varios edificios y monasterios derrumbados. La torre de control de tráfico aéreo del Aeropuerto Internacional de Naipyidó se derrumbó, matando a seis personas y, según se informa, sin dejar sobrevivientes en secuelas. Las carreteras se deformaron mientras que los techos se derrumbaron parcialmente en la ciudad. Varias casas y santuarios religiosos también resultaron dañados. Los funcionarios de un hospital de 1000 camas dijeron que cientos de personas heridas llegaron, incluyendo 20 que murieron. El techo de la sala de emergencias de ese hospital se había derrumbado. La sede militar, los edificios del parlamento y los edificios de viviendas oficiales sufrieron graves daños; varios edificios gubernamentales se derrumbaron y el secretario permanente del  ministerio de trabajo y varios otros altos funcionarios extranjeros murieron. El museo de servicios de defensa y el museo Nacional en Naypyidaw también sufrieron daños.
Más de 160 personas murieron en Shan, incluidas 135 en el municipio de Nyaungshwe; se informó de muchos en las 19 aldeas construidas en las orillas del Lago Inle  y 2790 casas resultaron dañadas. En Kayla, una aldea con más de 1000 hogares, al menos el 75% fue destruida y 42 residentes murieron. Las aldeas de Zayatgyi y Sheywagyi también informaron de una gran destrucción. Un grupo de caridad local dijo que muchas personas murieron por derrumbes de viviendas o electrocución. Cincuenta y un cuerpos fueron llevados a un hospital, pero algunos no pudieron ser recuperados ya que estaban atrapados bajo el agua. En Aungban, 11 personas murieron y otras 25 fueron rescatadas después de que se derrumbara un hotel de seis pisos; seis miembros de la misma familia estaban entre los muertos. Aviones de combate en ruta para una campaña de bombardeo aéreo contra posiciones del Ejército Popular de Liberación de Danu durante el terremoto lanzaron bombas a las 12:55 p.m. MMT en el municipio de Nawnghkio, causando más daños a las aldeas afectadas y matando a siete soldados minutos después del primer terremoto.
El terremoto sacudió ciudades y pueblos como Rangún, Mandalay, Naypyidaw, Sagaing, Aungban, Bago, Kalay, Muse, Kyaukse y Yinmabin. Las estimaciones de víctimas en las zonas rurales siguieron siendo escasas. El Gobierno de Unidad Nacional de Myanmar informó que al menos 13 411 edificios residenciales, 280 edificios religiosos, 43 carreteras y puentes resultaron gravemente dañados o destruidos en todo el país.

### En Otras Partes

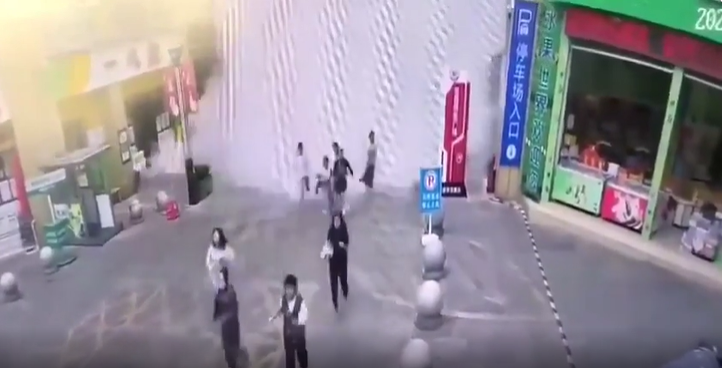
Una imagen de un CCTV durante el colapso de una piscina infinita en la azotea que arrastró a una multitud en la provincia de Yunnan, China.

En Yunnan, China, el terremoto se sintió con fuerza en toda la provincia provocando que una piscina infinita se derrumbara. De igual manera, en Bangkok también se registró el colapso de una piscina ubicada en el último piso.
Se sintieron temblores en Hanoi y en la Ciudad de Ho Chi Minh, Vietnam, y en Vientián, Laos, lo que obligó a la gente a evacuar edificios.  En la ciudad de Ho Chi Minh, 400 apartamentos resultaron dañados y en  el Distrito 8, una persona murió por shock durante la evacuación.

### Pérdidas estimadas
El servicio de Evaluación Rápida de Terremotos Globales para Respuesta (PAGER) del USGS estimó una probabilidad del 35 por ciento de pérdidas económicas entre US$10 mil millones y US$100 mil millones y una probabilidad del 33 por ciento de pérdidas económicas superiores a US$100 mil millones; estimaciones más altas de pérdidas económicas superan el PIB de Myanmar de US$64,2 mil millones. El servicio también estimó una probabilidad del 36 por ciento de muertes superiores a 100.000 y una probabilidad del 35 por ciento de muertes entre 10.000 y 100.000.

## Respuesta de las autoridades
La Carta Internacional sobre el Espacio y los Grandes Desastres fue activada por el Centro de Satélites de las Naciones Unidas (UNOSAT) en nombre de la Oficina de Naciones Unidas para la Coordinación de Asuntos Humanitarios (OCHA) a las 10:21 UTC del 28 de marzo, proporcionando así una amplia cobertura satelital humanitaria.

### China
Los funcionarios del gobierno han financiado operaciones de búsqueda en toda la zona. Las autoridades de Yunnan desplegaron 646 rescatistas y 14 perros de búsqueda para las operaciones de rescate.

### Myanmar
La junta militar de Myanmar declaró el estado de emergencia en seis regiones, incluyendo Sagaing, Mandalay, Bago, Magway, el estado de Shan y Naipyidó, tras el terremoto. El dictador Min Aung Hlaing, visitó un hospital en Naipyidó para evaluar el tratamiento de los heridos. La junta también solicitó ayuda humanitaria internacional para atender las secuelas del desastre. El general Zaw Min Tun indicó que muchos hospitales en Mandalay, Naipyidó y Sagaing recibieron un gran número de pacientes heridos y necesitaban donantes de sangre.
Equipos de respuesta a emergencias de la región de Ayeyarwady y Rangún fueron enviados a Naipyidó para ayudar en las labores de búsqueda y rescate. Los reporteros en Mandalay describieron las operaciones de rescate como lentas y con escasez de personal. Muchos edificios derrumbados siguen sin ser registrados y se han encontrado pocos sobrevivientes en los edificios registrados.

### Tailandia
La primera ministra tailandesa Paethongtarn Shinawatra acortó su asistencia a una conferencia de turismo en Phuket para regresar a Bangkok y realizó una reunión de emergencia sobre el desastre. Más tarde visitó el sitio del edificio derrumbado en Chatuchak. El gobernador de Bangkok, Chadchart Sittipunt, declaró la ciudad como zona de desastre de nivel 2. También ordenó que los parques de Lumphini, Benchasiri, Benjakitti y Chatuchak permanecieran abiertos durante la noche del 28 de marzo para alojar a las personas varadas y desplazadas. El Ministerio de Transporte desplegó autobuses públicos adicionales, mientras que la administración del Aeropuerto Internacional Suvarnabhumi implementó un servicio de autobús lanzadera temporal para mitigar la escasez de taxis que viajaban hacia y desde el aeropuerto. El Ministerio de Educación ordenó el cierre de escuelas en todo el país.

## Reacciones

### Internacionales
- Brasil: el Gobierno brasileño afirmó por medio de una nota oficial que recibió «con tristeza» la noticia del terremoto ocurrido en Sagaing, la segunda mayor ciudad de Birmania, y se solidarizó «con los gobiernos y ciudadanos afectados».[119]
- Chile: el Ministerio de Relaciones Exteriores de Chile, por medio de un comunicado, entregó las condolencias del gobierno chileno por «los daños humanos y materiales» provocados por el terremoto a los países afectados y expresa su solidaridad a las familias de las víctimas y una pronta recuperación a los heridos en la tragedia.[120]
- España: el Ministerio de Relaciones Exteriores de España, a través de sus redes sociales, afirmó que «tienen movilizados sus servicios consulares para prestar atención a los españoles afectados durante el terremoto».[121]
- Estados Unidos: el presidente de Estados Unidos, Donald Trump tras el terremoto de Myanmar, mencionó que «ya habían hablado con el país con el objetivo de enviar ayuda para rescatar a las víctimas».[122]

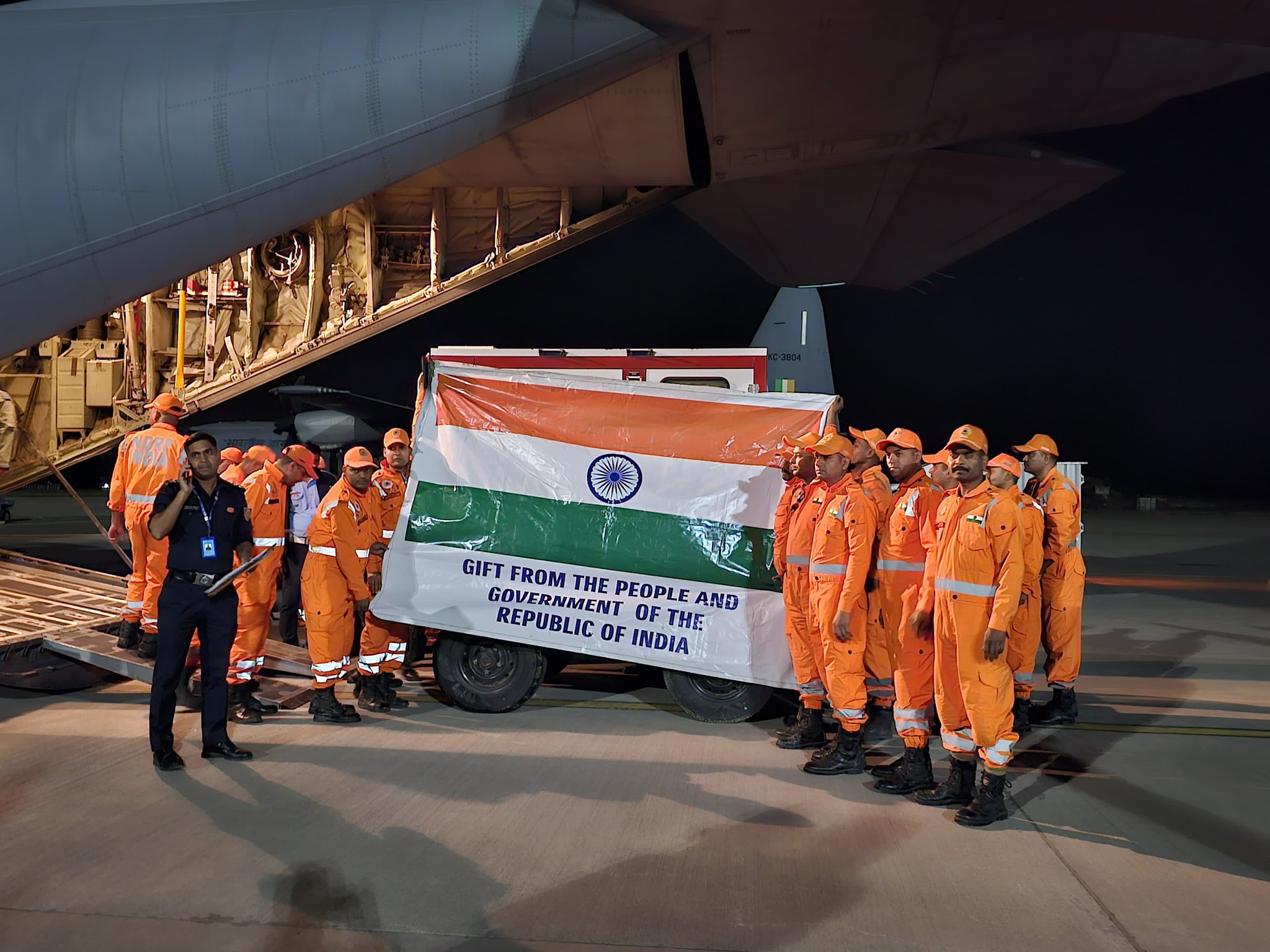
Transporte aéreo de la IAF compuesto por voluntarios y equipos de la NDRF para operaciones de rescate en la India.

- India: la India lanzó un operativo de rescate denominado «Operación Brahma». Ha enviado un equipo de 80 rescatistas de la Fuerza Nacional de Respuesta a Desastres a Myanmar a través de sus buques de guerra. India también ha movilizado un equipo de 118 profesionales sanitarios para operaciones de rescate y atención médica. El Ejército indio también construirá un hospital y centro de tratamiento médico de 60 camas en las zonas afectadas por el terremoto.[123][124][125]
- Naciones Unidas: la ONU pidió el apoyo por parte de las ONG y varios países con la finalidad de «socorrer a las víctimas del terremoto en Myanmar».[126] Por su parte, Unicef afirmó que estaban «profundamente preocupados por la seguridad de los niños y las familias afectadas por el devastador terremoto».[121]
- México: la Cancillería nacional manifestó sus condolencias a las personas afectadas y sus familias, a la vez que ofreció asistencia para «consular a los ciudadanos mexicanos que se encuentren en esas zonas».[127]
- Perú: la cancillería nacional afirmó por medio de su perfil en X/Twitter que «expresaban su profundo pesar a los Gobiernos y pueblos de Myanmar y de Tailandia, por las víctimas y los daños materiales como consecuencia del terremoto de magnitud 7.7», a la vez que confirmaron que hasta la fecha «no hay ciudadanos peruanos gravemente afectados».[128]
- Rusia: el presidente ruso, Vladímir Putin, expresó sus condolencias al primer ministro de Birmania, Min Aung Hlaing, en un telegrama difundido por el Kremlin.[121]
- Santa Sede: la Oficina de Prensa del Vaticano comunicó que «el Papa Francisco habría celebrado una Misa en la capilla contigua a su habitación, dedicando oraciones especiales por la grave situación que atraviesan Myanmar y Tailandia».[129]
- Unión Europea: la Unión Europea se declaró «lista» para brindar apoyo de emergencia a las víctimas y activó su sistema de satélites Copérnico para ayudar en la evaluación de los daños.[130] A la vez, la comisaria europea de Gestión de Crisis, Hadja Lahbib, manifestó en su redes sociales que en el Ejecutivo comunitario están «preocupados por la destrucción causada» por el intenso seísmo.[121]
- Venezuela: «La República Bolivariana de Venezuela lamenta las pérdidas humanas y materiales ocasionadas por el sismo que sacudió la ciudad de Sagaing, en el centro de la República de la Unión de Myanmar y cuyo impacto se extendió a Tailandia, China, Bangladés, Laos e India, produciendo víctimas fatales en Myanmar y Tailandia, además de fuertes daños en la infraestructura de la región», se indicó en un comunicado difundido por el canciller Yván Gil, en su cuenta de Telegram.